# Plagiognathus nigronitens
Plagiognathus nigronitens är en insektsart som beskrevs av Knight 1923. Plagiognathus nigronitens ingår i släktet Plagiognathus och familjen ängsskinnbaggar. Inga underarter finns listade i Catalogue of Life.